# Jean-Jacques Feuchère
Jean-Jacques Feuchère (ur. 24 sierpnia 1807 w Paryżu, zm. 25 lipca 1852 tamże) – francuski rzeźbiarz romantyzmu.

## Życiorys
Kształcił się w paryskim warsztacie Jean-Pierre'a Cortot. Bezskutecznie próbował otrzymać nagrodę Prix de Rome w dziedzinie rzeźby, w 1834 zdobył drugie miejsce.

## Ważne dzieła

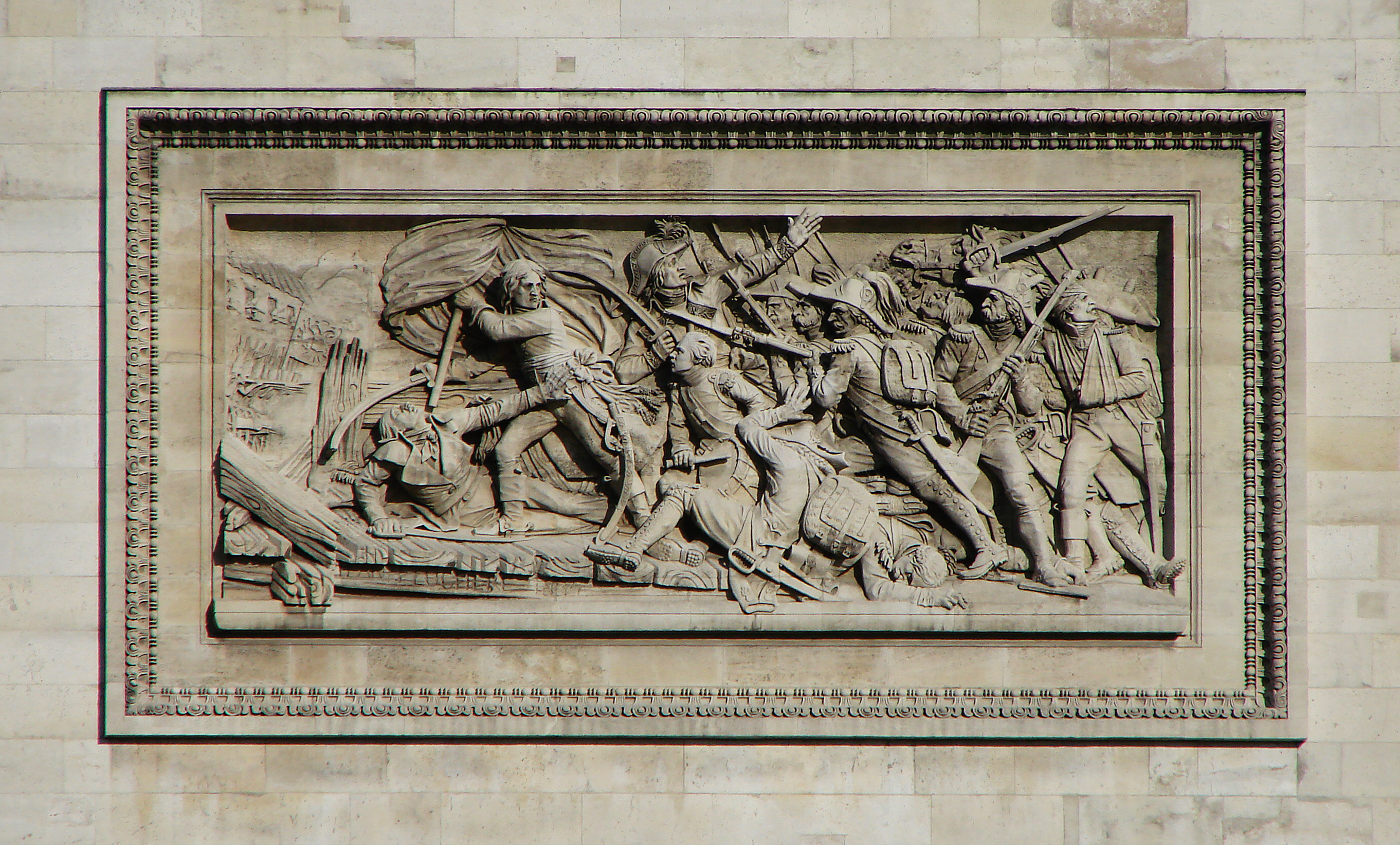
Szturm na most pod Arcole, relief z Łuku Triumfalnego w Paryżu (1834)
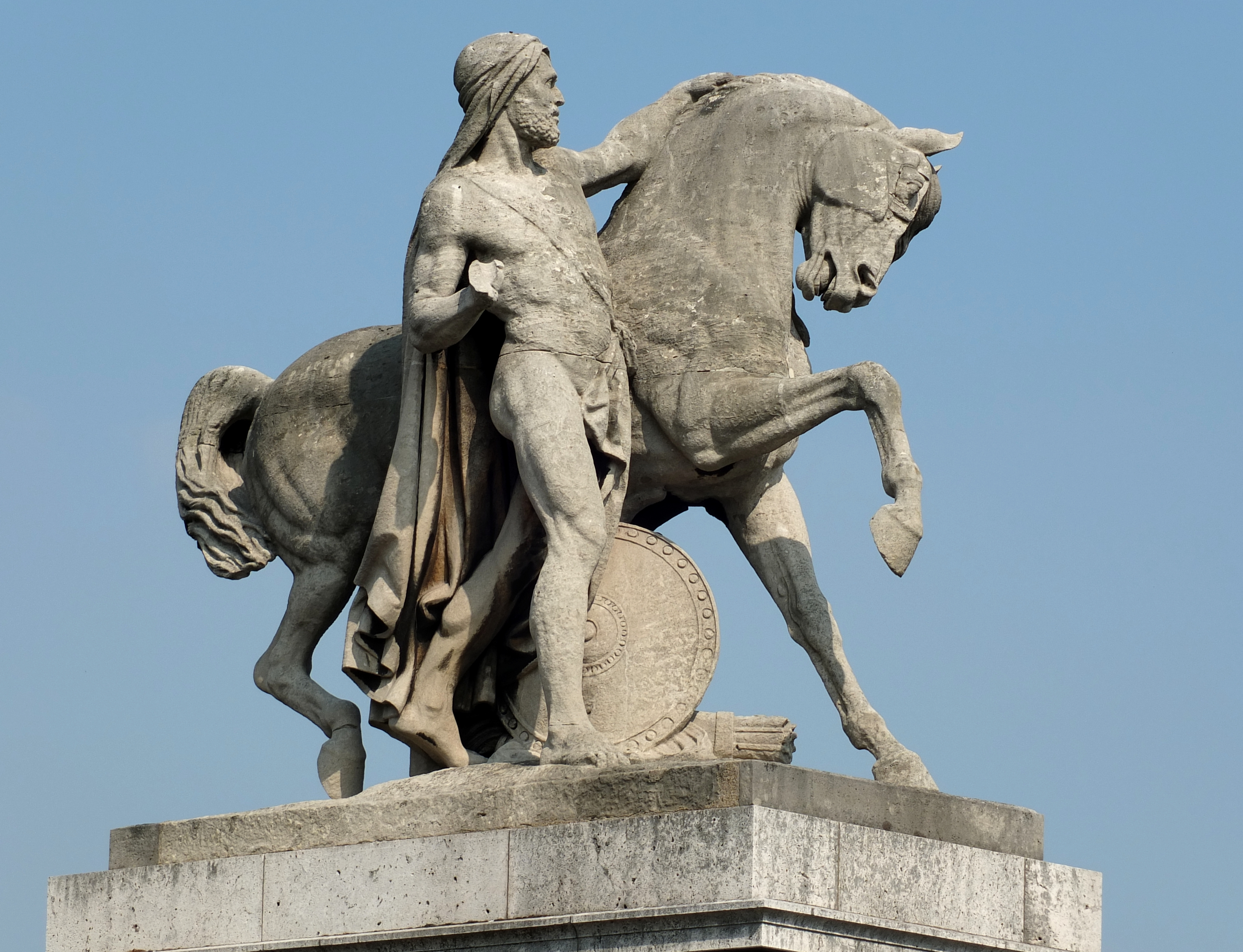
Jeździec arabski, Pont d’Iéna w Paryżu (1844)
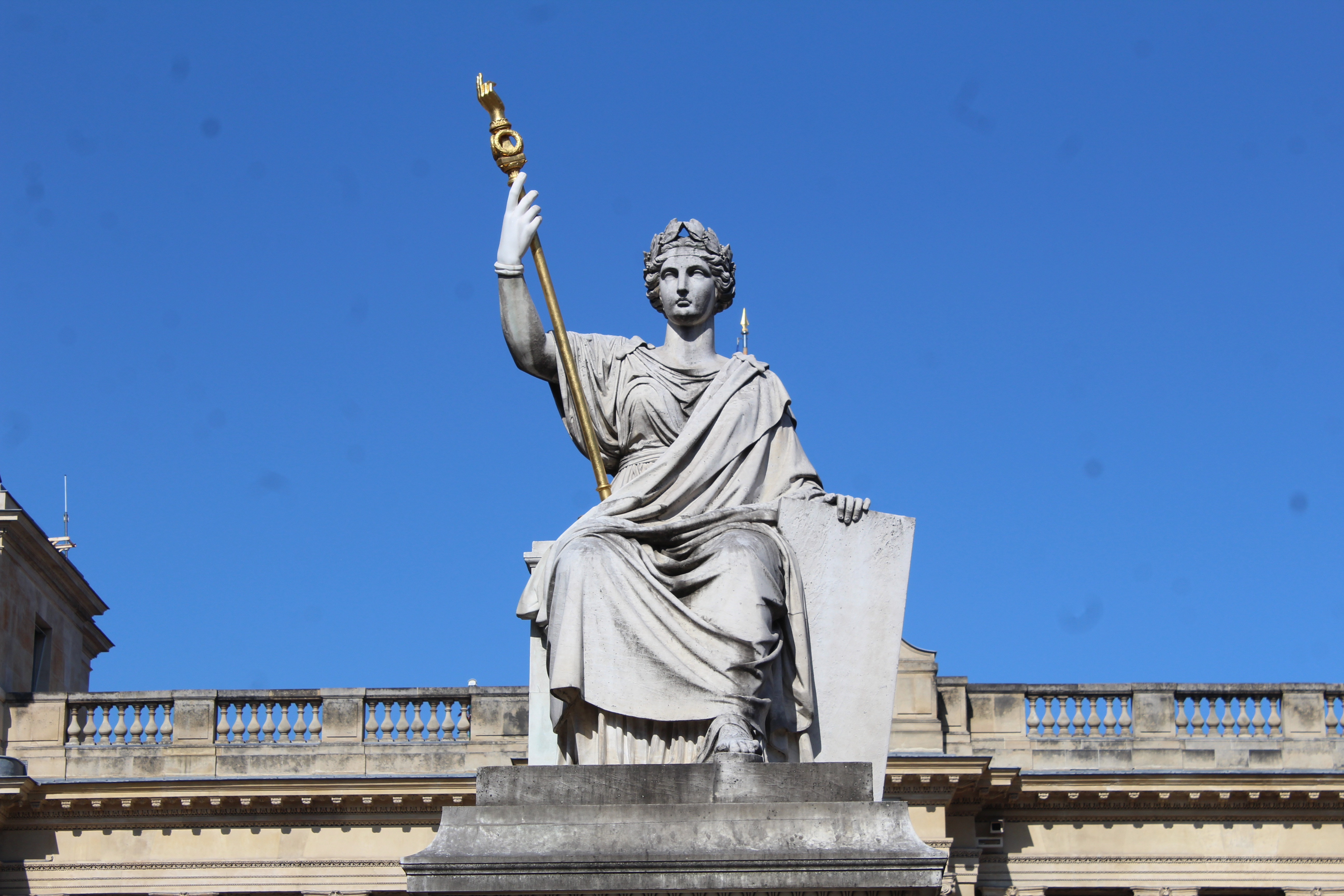
Prawo, Place du Palais-Bourbon w Paryżu (1854)